# Kylie Jenner
Kylie Jenner, née le 10 août 1997 à Los Angeles, est une personnalité de la téléréalité et influenceuse américaine.
De 2007 à 2021, elle tourne dans l'émission L'Incroyable Famille Kardashian, qui filme son quotidien et celui de sa famille. Depuis 2022, elle participe à l'émission Les Kardashian, reprenant un concept similaire.
Kylie Jenner est la sœur du mannequin Kendall Jenner et la demi-sœur de Kim Kardashian, Kourtney Kardashian, Khloé Kardashian et de Robert Kardashian Jr. C'est aussi la demi-sœur de Casey Jenner, Burt Jenner, Brandon Jenner et Brody Jenner.
Longtemps la personnalité féminine la plus suivie sur Instagram, elle est dépassée en 2023 par Selena Gomez.

## Biographie

### Jeunesse
Kylie Kristen Jenner est née à Los Angeles, en Californie. Ses parents sont Kris Jenner, une femme d'affaires américaine connue dans un premier temps pour être l'ex-femme de Robert Kardashian, puis pour avoir lancé sa propre émission de télé-réalité, L'Incroyable Famille Kardashian,,, et Caitlyn Jenner, une femme transgenre connue avant 2015 comme Bruce Jenner, athlète spécialiste du décathlon, et médaillée d'or lors des Jeux olympiques d'été de 1976.
Elle est la sœur cadette de Kendall Jenner. Elles ont toutes les deux des origines néerlandaises et écossaises du côté de leur mère et des origines allemandes et américaines du côté de leur père. Du côté de sa mère, elle a trois demi-sœurs : Kourtney Kardashian, Kim Kardashian, Khloé Kardashian et un demi-frère Robert Kardashian Jr et du côté de son père, trois demi-frères : Burt Jenner, Brody Jenner et Brandon Jenner et une demi-sœur : Cassandra Jenner.
Elle grandit à Calabasas, dans la banlieue ouest de Los Angeles. Elle était scolarisée à l'école privée Sierra Canyon School avec sa sœur Kendall, où elles étaient pom-pom girls, avant d'être scolarisées à domicile. Elle sort diplômée de son école en juillet 2015.
La star grandit devant les caméras de son émission familiale L'Incroyable Famille Kardashian, créée en 2007.
En 2013, après 22 ans de mariage, ses parents divorcent.

### Carrière

#### 2007-2012
En 2007, sa famille lance une émission de télé-réalité Keeping Up with the Kardashian (L'Incroyable Famille Kardashian en français) qui filme au quotidien les sœurs Kardashian-Jenner avec leurs parents. Depuis ses débuts, la série connaît un large succès qui permet à Kylie et aux membres de sa famille d’accéder à la célébrité.
Elle et sa sœur aînée Kendall Jenner sont mises à l'honneur pour leur style jugé comme étonnant et unique. Seventeen les choisit comme style de stars de l'année 2011 en plus d'être les ambassadrices du style pour le magazine. Elle partage aussi la couverture de Teen Vogue avec sa sœur Kendall Jenner en 2011,.

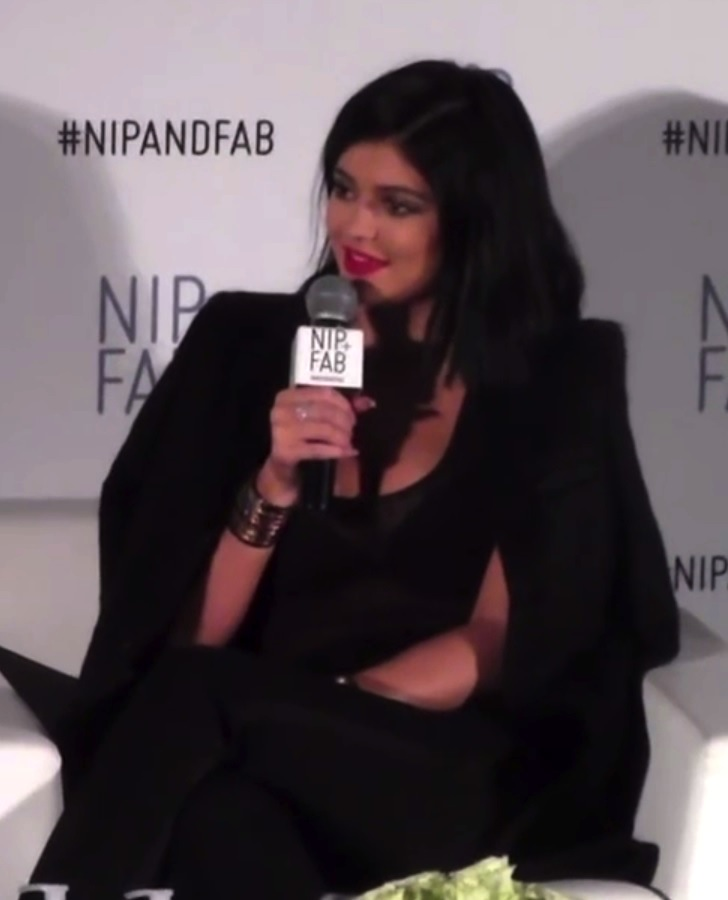
Kylie Jenner en 2015.

Kylie Jenner collabore avec sa sœur Kendall Jenner, interviewant le casting de la série Glee en mars 2011, puis celui des films Hungers Games en mars 2012. Kylie Jenner se consacre dans un premier temps au mannequinat et pose pour la collection d'Avril Lavigne Abbey Dawn 2012 et défile lors du lancement de la collection Hello Kitty pour Forever 21 à Los Angeles,.
Elle commence une carrière de mannequin avec la ligne Sears Crush Your Style et réalise des séances de photographies avec OK!,Teen Vogue et le photographe Nick Saglimbeni. Elle participe à l'émission américaine American Next Top Model en tant qu'invitée spéciale avec sa mère Kris Jenner et sa sœur Kendall Jenner. Elle tourne également dans les spin-offs de son émission L'Incroyable Famille Kardashian, notamment Les Sœurs Kardashian à Miami, Les Kardashian à New York, Khloé et Lamar.

#### 2013-2014
Kylie Jenner lance en novembre 2013 sa première collection de vêtements en collaboration avec sa sœur Kendall Jenner pour la marque PacSun. Plus tard, en juillet, elles sortent une collection de bijoux nommée Metal Haven by Kendall & Kylie avec Pascal Mouawad pour sa marque GlamHouse.
En février 2014, les deux collaborent à nouveau ensemble pour créer une ligne de sac à main et de chaussures pour la marque Madden Girl de Steve Madden, vendus dans les magasins Nordstrom. Les deux sœurs sont amenées à co-présenter l'édition 2014 des Much Music Awards à Toronto, et tournent alors une vidéo humoristique promotionnelle qui marque les débuts de Kylie Jenner en tant qu'actrice. Elle participe ensuite au clip du rappeur PartyNextDoor pour sa chanson Recognize. Cette même année, elle lance sa ligne d'extension pour cheveux à la suite des très nombreuses réactions du public sur ses fréquents changements capillaires. La collection pour la société Bellmihair nommée « Kylie Hair Kouture » propose de nombreux coloris différents. Elle dévoile cette collection lors du lancement de la saison 10 de L'Incroyable Famille Kardashian en guise de promotion,.
Elle apparaît également dans de nouveaux spin-offs de son émission telle que Les Sœurs Kardashian à Miami, et Les sœurs Kardashian dans les Hamptons.

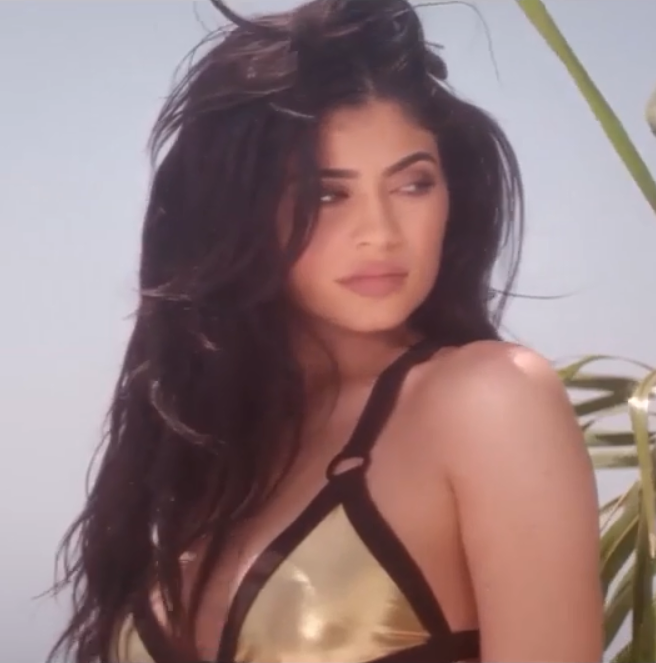
Kylie Jenner en 2016.

#### 2015-2016
En mars 2015, elle annonce devenir la nouvelle égérie de la marque de soins de beauté Nip+Fab. Elle présente alors ses produits favoris, et donne des conseils beauté à ses fans lors de nombreuses interviews pour la marque,. En octobre 2015, elle participe au clip de son petit-ami le rappeur Tyga, pour sa chanson d'Halloween Doped Up. En mai, dans un épisode de L'Incroyable Famille Kardashian, elle parle pour la première fois de son changement d’apparence qui fait énormément parler dans les médias et sur les réseaux sociaux. La jeune femme a en effet eu recours a des injections d'acide hyaluronique dans les lèvres après des années de doute sur son physique. Elle profite du fait que ses lèvres deviennent un phénomène et annonce la sortie de sa propre marque de cosmétiques qui vendra des « lip kit » et qui portera le nom de Kylie lip kit.
Lors de la Fashion Week de New-York, elle défile pour la collection Yeezy Season 2 de la marque Adidas créée par son beau-frère, le rappeur Kanye West. Elle défile aux côtés de mannequins tels que Bella Hadid. Elle lance au même moment une nouvelle application, comme toutes ses sœurs, portant sur elle-même, où elle partage ses secrets de maquillage, donne des astuces mode, parle d'elle-même, et donne des cours de cuisine. L’application connaît un gros succès et se classe numéro 1 des ventes devant de grosses applications telles que Facebook, Snapchat, ou encore Instagram.
Elle revient une nouvelle fois à la mode, et lance une nouvelle collection avec sa sœur Kendall nommée Kendall+Kylie pour la marque britannique TopShop. La collection propose des vêtements différents esthétiquement de leur première collection et inclut cette fois des maillots de bain.

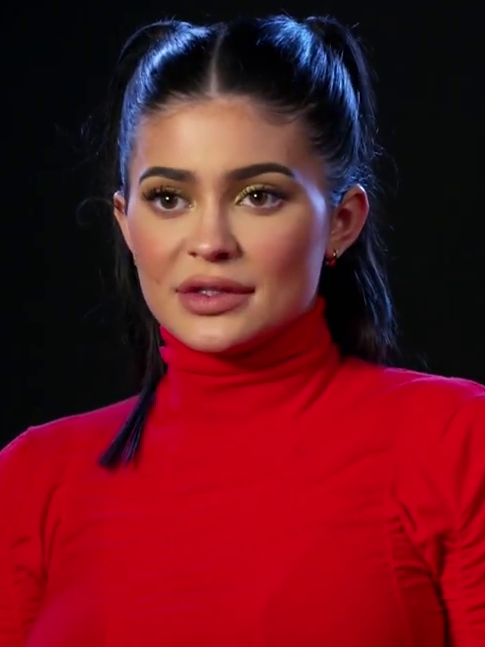
Kylie Jenner en 2017.

En février 2016, elle dévoile que son entreprise s'appellera finalement Kylie Cosmetics et que la production de kits est passée de 15 000 exemplaires à 500 000 exemplaires,. Kylie Jenner réalise une vidéo promotionnelle pour présenter une série de lips kits en mars 2016. La vidéo est produite par Colin Tilley et les mannequins Karin Jinsui, Mara Teigen, et Jasmine Sanders jouent dans le clip,. La chanson de la vidéo s'est révélée être Three Strikes de Terro Jr, un groupe récent qui s'est formé le même jour que la réalisation de la vidéo. Le public a longtemps cru que la chanteuse principale était Kylie Jenner, avant de découvrir qu'il s'agissait de Lisa. En novembre 2016, elle dévoile avec sa sœur Kendall un second livre nommé Times Of The Twins, une nouvelle fois écrit par un coauteur. Elle apparaît également dans le nouveau spin-off de son émission de télé-réalité Rob & Chyna (en).
Forbes magazine dévoile qu'en 2016, la jeune femme a gagné 18 millions de dollars.

#### 2017-2019

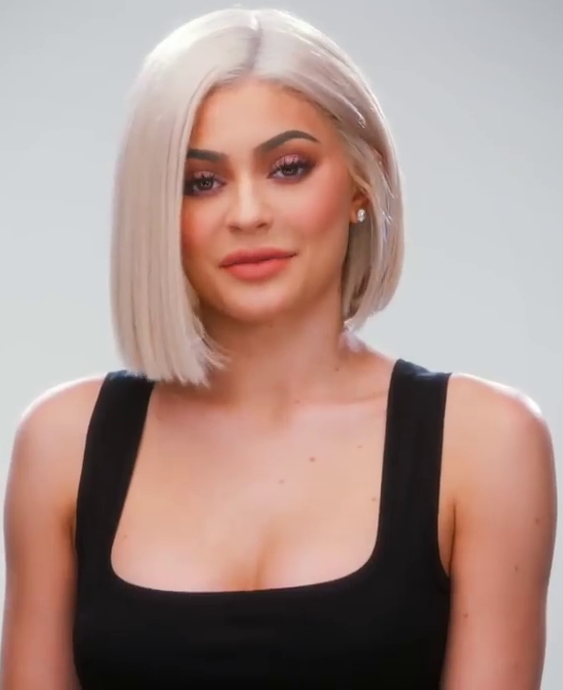
Kylie Jenner en 2017.

En 2017, Kylie Jenner alimente la gamme de produits de son entreprise de cosmétiques et dévoile plusieurs collaborations comme la Koko Kollection crée avec sa sœur Khloé ou encore la Kim Kardashian x Kylie Cosmétics collection créée avec sa sœur Kim,. La même année, la jeune femme lance sa première boutique en ligne de produits dérivés à son effigie telle que des calendriers d'elle-même, des posters, des briquets, des coques de téléphones, des vêtements et des survêtements,. Grâce au succès de la boutique en ligne, elle lance plusieurs magasins éphémères dans de grandes villes comme Los Angeles, San Francisco, New York où elle vend également ses cosmétiques.

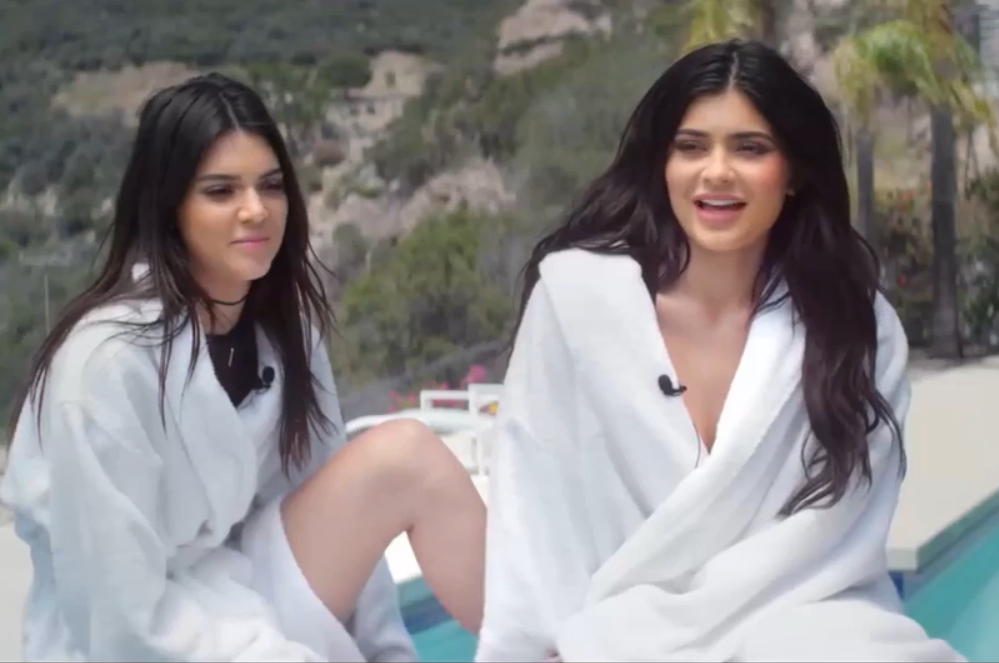
Kendall et Kylie Jenner en 2016

Elle lance également sa propre chaîne YouTube où elle donne des conseils beauté, raconte des anecdotes, et invite sa mère, sa grand-mère, sa meilleure amie ou encore sa sœur Khloé. En 2017, les sœurs Jenner collaborent de nouveaux et dévoilent une nouvelle collection pour TopShop. Elle crée également un nouveau spin-off qui tourne autour d'elle, intitulé Life of Kylie, où elle parle à cœur ouvert de ses angoisses face à la célébrité. Le magazine Women's Wear Daily annonce que son entreprise a engrangé 420 millions de dollars depuis sa création,.
Elle crée en 2017 un camion Kylie Cosmetics qui se rend aux grands événements du maquillage et qui vend ses produits. 
Toujours en 2017, le magazine Forbes annonce que la jeune femme a remporté 41 millions de dollars, ce qui fait d'elle la 59e célébrité la mieux payée. La même année, elle continue d'alimenter sa gamme de produits et crée deux nouvelles collections en collaboration avec sa sœur Kourtney Kardashian et sa mère Kris Jenner,.

#### 2023
En 2023, elle lance sa marque de mode de prêt-à-porter Khy.

### Vie privée
De 2008 à 2011, Kylie Jenner vit sa première histoire d'amour avec le chanteur afro-américain Ramsey IV. De novembre 2011 à octobre 2012, elle est en couple avec le chanteur australien Cody Simpson. Par la suite, elle vit une histoire d'amour avec l'acteur et rappeur américain Jaden Smith, de mars 2013 à août 2014, un ami de longue date.
En août 2014, peu après son dix-septième anniversaire, elle entame une relation avec le rappeur américain Tyga, âgé de 24 ans. Ils officialisent leur couple en mars 2015. Elle fait d'ailleurs une apparition dans le clip Stimulated de ce dernier. En mai 2016, peu après la sortie d'une rumeur sur les supposées infidélités de Tyga, le couple se sépare. Kylie Jenner a ensuite une brève liaison avec le rappeur canadien PartyNextDoor, avant de se réconcilier avec Tyga en juillet 2016. Le couple se sépare définitivement en avril 2017 après près de trois années de relation.
En avril 2017, Kylie Jenner devient la compagne du rappeur américain Travis Scott. Le 1er février 2018, elle donne naissance à sa fille. Le 1er octobre 2019, TMZ annonce que Kylie Jenner et Travis Scott ont décidé de se séparer tout en restant en bons termes, afin de continuer à élever leur fille ensemble. À la suite de la pandémie de Covid-19, ils cohabitent ensemble et se réconcilient. Le 2 février 2022, elle donne naissance à leur fils. En janvier 2023, le couple se sépare à nouveau.
Depuis avril 2023, Kylie Jenner est en couple avec l'acteur franco-américain Timothée Chalamet,,.

## Fortune et notoriété
En 2018, le magazine Forbes dévoile que le chiffre d'affaires de son entreprise atteint à présent les 630 millions de dollars[réf. nécessaire]. De plus, il annonce que la jeune femme a remporté 166,5 millions de dollars et que cela fait d'elle la 3e célébrité la mieux payée de l'année. Enfin, dans la mesure où Kylie Jenner possède 100 % des parts de l'entreprise, le même magazine déclare que la fortune de la jeune femme s'élève donc à 900 millions de dollars et que celle-ci deviendra la plus jeune milliardaire de l'Histoire, en excluant les héritiers. Elle le devient officiellement, selon le même magazine, le 5 mars 2019,. Ce titre lui est toutefois retiré quelques mois plus tard.
En 2022, il est révélé que Kylie Jenner gagnerait 1,49 million de dollars par publication sur Instagram, faisant d'elle la quatrième personnalité la mieux rémunérée. Son compte Instagram est suivi par 398 millions de personnes en 2023,.

## Changement d'apparence
En 2014, Kylie Jenner se révèle avec d'apparents changements au niveau du visage, notamment les lèvres de la jeune fille, qui semblent avoir subi une augmentation mais également l'apparition de nouvelles courbes, qu'elle exhibe régulièrement au travers de photographies qu'elle poste sur les réseaux sociaux.
Ces changements d'aspect inspirera le « Kylie Jenner Challenge », un jeu auquel se livreront de nombreux adolescents dans le but d'imiter l'augmentation des lèvres de Kylie en comprimant leurs lèvres à l'aide de récipients divers dont certains sont en verre. C'est à la suite de l'engouement autour de ce même défi que certains de ces adolescents se blesseront ou se mutileront pour d'autres.
Kylie Jenner s'exprimera en réfutant toute opération esthétique, expliquant que ses changements de traits étaient dus à des astuces cosmétiques telles que le contouring jusqu'à ce qu'elle avoue finalement avoir menti en 2015, concédant n'avoir subi que des augmentations de volume des lèvres par le biais d'injections d' acide hyaluronique,.
De manière générale, Kylie Jenner et les autres membres de la fratrie Kardashian-Jenner ont contribué à ériger les standards de beauté durant la décennie 2010, récoltant des millions de mentions « J'aime », via les publications de leurs réseaux et à populariser certaines demandes esthétiques auprès des cabinets de chirurgiens telles que le Brazilian Butt Lift (de) (BBL),,.
En juillet 2023, Kylie s'exprime sur les regrets qu'elle éprouve quant à son recours à l'augmentation mammaire à l'âge de 19 ans, après des années de dénégation et déclare qu'elle « aurait voulu ne jamais les refaire » ,. Dans son témoignage, la jeune femme enjoint celles qui seraient tentées « d'attendre jusqu'à ce qu'elles aient des enfants. »

## Polémiques
Du fait de son exposition, Kylie est régulièrement critiquée au travers diverses polémiques. Kylie a été accusée d'appropriation culturelle, de blackfishing ou encore de tenir un double discours.
En 2014, son couple avec Tyga les place au cœur de l'attention des médias,. Kylie n'a alors que 17 ans,,.
En 2017, Kylie Jenner et sa sœur Kendall s'associent en lançant une ligne de tee-shirts vintage. Elles créent alors l'indignation lorsqu'elles exploitent, sans accord préalable des familles, les images des rappeurs défunts Tupac et Notorious Big sur des tee-shirts sur lesquels elles superposent leurs images. Les internautes voyant ces actions comme un manque de respect, les sœurs seront au cœur de l'attention des médias. Des poursuites judiciaires sont engagées et les sœurs Jenner s'excuseront par la suite,.
En 2020, après que Forbes a révélé Kylie Jenner comme étant la plus jeune milliardaire du monde, le magazine publiera un démenti, s'étant basé sur de fausses déclarations fiscales fournies par le clan Kardashian-Jenner. Les bénéfices de la société de la jeune femme, Kylie Cosmetics, auraient été gonflées artificiellement afin de garantir à la jeune femme son statut.
En mars 2021, Kylie suscite une importante polémique lorsqu'elle demande à ses fans de donner de l'argent via une plateforme de financement participatif afin de payer les frais médicaux de son maquilleur, victime d'un grave accident de voiture. Les abonnés de l'influenceuse la critiquèrent en masse, suggérant que l'aisance financière de Kylie lui permettait de parvenir à l'objectif et ne nécessitait pas l'ouverture d'une cagnotte,. Ainsi, de nombreux internautes s'indignent que Kylie Jenner fasse appel à la générosité du public pour payer une facture de 60 000 $ alors qu'elle même fait partie des femmes les plus riches du monde. Selon les calculs du magazine Forbes, elle gagnerait plus de 45 000 $ par jour, et il lui faudrait donc moins de 3 heures et demi pour payer à elle seule l'intégralité des frais médicaux de son maquilleur[pas clair]. Le don de Kylie Jenner à cette cagnotte participative s'élève à 5 000 $, somme que beaucoup jugent ridicule et indécente par rapport à la fortune personnelle de la star, estimée à 900 millions de dollars.
En mai, l'influenceuse Victoria Vanna dénonce les comportements de harcèlement qu'aurait eu Kylie vis à vis d'elle,. La même année, l'entreprise de Kylie est ciblée par les avis mécontents après lancement de sa nouvelle ligne de Bodysuits. L'influenceuse est critiquée pour le manque de diversité dans les tailles des maillots, qui selon eux, ne sied qu'à la morphologie de Kylie et pointent également la mauvaise qualité des matériaux de confection,.
En juillet 2022, Kylie Jenner est décriée à la suite d'une publication sur Instagram, sur laquelle la jeune femme pose en compagnie de son compagnon Travis Scott, visiblement sur le tarmac d'un aéroport privé avec deux jets privés en paysage, en légendant celle-ci d'un : « Tu veux prendre le mien ou le tien ? ». En plus de faire apanage d'un mode de vie luxueux que certains jugeront indécent, Kylie sera surtout épinglée pour la nécessité de vol, entre Camarillo et Van Nuys, qui dure quatorze minutes. La jeune femme serait coutumière des vols privés pour de courts trajets, également épinglée pour un vol de 3 minutes,. De nombreux internautes dénonceront le manque de conscience écologique de la jeune femme. Elle sera qualifiée de « terroriste du climat » par certains internautes.
En janvier 2023, à l'occasion de la Fashion week, Kylie Jenner se présente avec une tenue ornant une fausse tête de lion. Malgré le fait que le créateur ait précisé que la tête de lion résultait d'un travail de la soie et de la laine, tout en affirmant qu'« aucun animal n’a été blessé », la People for the Ethical Treatment of Animals s'insurge en considérant que ces robes « glorifient la chasse aux trophées » tout en rappelant que la soie et la laine sont des matières pour lesquelles « des vers à soie ont été ébouillantés vivants et des moutons ont été exploités pour leurs toisons »,.
En mars 2023, Kylie Jenner est au centre d'une polémique après avoir été associée à une mésentente liant la chanteuse Selena Gomez et Hailey Bieber. En effet, Jenner est accusée, par les internautes, d'alimenter la haine à l'égard de la chanteuse par des moqueries diverses, notamment lorsque la jeune femme postera une capture d'écran d'un appel vidéo avec Hailey Bieber, sur laquelle elles présentent un sourcil dessiné, les internautes estimant qu'il s'agissait d'une référence directe à une vidéo TikTok que Gomez avait posté quelques heures avant. En l'espace de quelques heures, Jenner perd une multitude de suiveurs sur Instagram, faisant passer le compte à près d'un million de pertes en quelques jours,. Au cours de la controverse, elle niera toute référence implicite ou explicite à Selena Gomez. La chanteuse viendra confirmer les affirmations de Kylie, afin d'apaiser les vives réactions que recevait la jeune femme.
En octobre 2023, Kylie Jenner apporte son soutien à Israël dans une story Instagram à la suite de l'attaque du Hamas du 7 octobre 2023 sur Israël qui a fait plus de 1 200 morts. Elle supprime la story quelques heures plus tard à la suite d'une pression sur les réseaux de la part d'internautes pro-Palestiniens.

## Téléréalité
- 2007-2021 : L'Incroyable Famille Kardashian (participante principale)
- 2010, 2013 : Les Sœurs Kardashian à Miami (2 épisodes)
- 2012 : America's Next Top Model, Cycle 18 (épisode Kris Jenner)
- 2012 : Million Dollar Closets (épisode pilote)
- 2014 : Deal with It (épisode Kendall & Kylie & Gary Owens)
- 2014 : MuchMusic Video Awards (co-présentatrice)
- 2014 : Les Sœurs Kardashian dans les Hamptons (1 épisode)
- 2014 : Ridiculous (épisode Kendall & Kylie)
- 2015-2016 : I Am Cait (3 épisodes)
- 2015 : Kingin' with Tyga (épisode The Life)
- Depuis 2017 : Life of Kylie (participante principale)
- depuis 2021: Les Kardashian (participante principale)

## Distinctions

### Récompenses
- Teen Choice Awards 2013 : personnalité féminine de télé-réalité de l'année (avec Kris Jenner, Kim Kardashian, Kourtney Kardashian, Khloé Kardashian et Kendall Jenner pour L'Incroyable Famille Kardashian)
- Teen Choice Awards 2016 : Snapchateuse préférée de l'année

### Nominations
- Teen Choice Awards 2014 : personnalité féminine de télé-réalité de l'année (avec Kris Jenner, Kim Kardashian, Kourtney Kardashian, Khloé Kardashian et Kendall Jenner pour L'Incroyable Famille Kardashian)
- Teen Choice Awards 2015 :
  - Instagrameuse préférée de l'année
  - Preneuse de selfies préférée de l'année
- Teen Choice Awards 2016 : preneuse de selfies préférée de l'année